# Ayyub Huseynov
Pour les articles homonymes, voir Huseynov.
Ayyub Huseynov (en azéri : Əyyub Müseyib oğlu Hüseynov ; né le 2 septembre 1916 à Khok, district de Charur et mort le 17 avril 1998 à Bakou) est un peintre azerbaïdjanais, pédagogue, artiste émérite de la RSS d'Azerbaïdjan (1980), membre de l'Union des peintres d'Azerbaïdjan.

## Biographie
Ayyub Museyib oghlu Huseynov reçoit sa première formation professionnelle au Collège technique des arts d'Azerbaïdjan, dans les années 1930-1935. En 1935-1941, il étudie à l'Académie des Arts de Tbilissi.
Après avoir terminé ses études supérieures, il retourne au Nakhitchevan et travaille pendant un certain temps comme décorateur au Théâtre dramatique d'État du Nakhitchevan.
A. Huseynov quitte le Nakhitchevan pour Bakou en 1948. Ici, en plus d'enseigner à l'École nationale d'art Azim Azimzade, il se consacre à l'activité indépendante. Ainsi, Ayyub Huseynov, qui enseigne ici de 1948 jusqu'à la fin de sa vie, travaille comme directeur de l'école en 1956-1965.
Depuis 1949, il est membre de l'Union des peintres d'Azerbaïdjan. Pendant de nombreuses années, il est élu membre et président du conseil artistique de la Fondation artistique d'Azerbaïdjan.
Ses œuvres sont conservées au Musée national d'art d'Azerbaïdjan, aux Archives littéraires et artistiques d'État de la République d'Azerbaïdjan, à la Galerie nationale de peinture d'Azerbaïdjan, au fonds de l'Union des peintres d'Azerbaïdjan, dans des collections privées et dans son atelier .

## Œuvre
L'œuvre d'Ayyub Huseynov se divise principalement en trois périodes. La première période couvre les années 1930-1950, le début de son activité artistique. La deuxième période s'étend des années 1960 à 1980, période productive de sa créativité. Les années 1980-1990 constituent la troisième période de maturité de la créativité.
Tout en travaillant au Théâtre dramatique d'État du Nakhitchevan, il travaille sur la conception artistique et les croquis de costumes de nombreux spectacles, tels que Fée sorcière de l'écrivain Abdurrahim Bey Hagverdiyev, Farhad et Shirin de Samad Vurghun, Babek d'Osman Sarivalli, Patrie) d'Abdulla Shaig, Acier de Nagi Nagiyev, Levée du soleil d'Abulfaz Abbasguliyev<ref(az) « Rəssam Əyyub Hüseynov haqqında film », sur old.xalqqazeti.com, 25 avril 2018 (consulté le 20 décembre 2023)></ref>

## Mémoire
- En 2006 et 2016, des expositions consacrées aux 90e et 100e anniversaires de l'artiste sont organisées par le Ministère de la Culture et du Tourisme[4].
- En 2018, la présentation du film documentaire Autoportrait consacré à la vie et à l'œuvre d'Ayyub Huseynov a lieu au Centre cinématographique Nizami sur ordre du Ministère de la Culture et du Tourisme[5].

## Prix
- Titre honorifique d'« Artiste émérite de la RSS d'Azerbaïdjan »  (18 décembre 1980)
- Médaille « Pour service méritoire »  (9 juin 1959).